# Лебовиц, Фрэн
Фрэн Лебовиц (англ. Fran Lebowitz; род. 27 октября 1950, Морристаун, Нью-Джерси, США) — американская писательница, критик, сатирик, актриса, продюсер еврейского происхождения. Известна как автор таких книг как Metropolitan Life (1978), Social Studies (1981), после выхода которой The New York Times назвало ее новой Дороти Паркер. А также книги для детей Mr. Chas and Lisa Sue Meet the Pandas (1994). Приняла участие в документальных фильмах Public Speaking (2010) канала HBO и Pretend It's a City (2021) на Netflix.

## Биография
Лебовиц родилась и выросла в Морристауне, Нью-Джерси. Ее прадед эмигрировал в США из России. Её родители, Рут и Гарольд Лебовиц, владели мебельным магазином и мастерской. С ранних лет она была настолько поглощена чтением, что тайком читала во время уроков и пренебрегала домашними заданиями. Лебовиц отмечает, что еврейская идентичность оказала на нее влияние в культурном плане, но не в религиозном. Так, с 7 лет она считала себя атеисткой и, хотя ходила в воскресную школу до 15 лет, бат-мицвы у нее не было.
Лебовиц, в целом, училась плохо, особенно по алгебре, которую она провалила шесть раз. Во время учебы она работала в магазине мороженого Carvel. Оценки Фрэн были настолько плохими, что родителям пришлось перевести ее в частную епископальную школу для девочек в Маунтин-Лейкс, где ее оценки незначительно улучшились, но она с трудом следовала правилам и училась, пока ее не исключили за «неспецифическую угрюмость». Позже из средней школы Морристауна ее тоже исключили, на этом ее формальное образование окончилось.
Лебовиц лесбиянка. В некоторых интервью она говорила о романтических трудностях, например, в 2016 году она сказала: «Я величайшая дочь в мире. Я верю, что я отличный друг. Я ужасная девушка. Я всегда была такой».
Лебовиц много лет дружила с писательницей Тони Моррисон.

## Фильмография
| Год       |   | Русское название                      | Оригинальное название        | Роль                  |
| --------- | - | ------------------------------------- | ---------------------------- | --------------------- |
| 2001—2007 | с | Закон и порядок                       | Law & Order                  | судья Дженис Голдберг |
| 2006      | с | Закон и порядок: Преступное намерение | Law & Order: Criminal Intent | судья Дженис Голдберг |
| 2013      | ф | Волк с Уолл-стрит                     | The Wolf of Wall Street      | Саманта Стоугл        |
| 2014      | ф | Река основ                            | River of Fundament           | разбуженная гостья    |